# 南澳岛角蟾
南澳岛角蟾（学名：Boulenophrys insularis）一种分布于中华人民共和国广东省南澳岛的两栖动物，隶属于角蟾科布角蟾属。

## 形态特征
南澳岛角蟾于一种中等体型角蟾。成年雄蟾体长38.6～41.2毫米，雌蟾体长47毫米左右。口鼻钝圆，头部略宽。体背呈深橄榄色，两间间有一不完整的三角形深色斑纹。前肢有黑色斜带，后肢有黑色横带。腹部灰褐色，散布有白色斑点。

## 分类
本种最初描述为新种时，划入异角蟾属（Xenophrys），称为南澳岛异角蟾。但是学术界对角蟾属（Megophrys）分类存在争议，有学者将异角蟾属视为角蟾属的次定同物异名，2020年发表的《中国两栖、爬行动物更新名录》将本种划属角蟾属，称为“南澳岛角蟾”。2021年，有学者将泛角蟾属（Panophrys）提升为有效属，又将本种划入泛角蟾属。然而同年有研究人员指出泛角蟾属（Panophrys）是一个原生动物属 Panophrys Dujardin, 1840的次定同名异物，Boulenophrys 才是这类角蟾的有效属名。故最终本种被归入布角蟾属。